# Mătăsaru
Mătăsaru là một xã thuộc hạt Dâmbovița, România. Dân số thời điểm năm 2002 là 5791 người.